# マルコムX (映画)
『マルコムX』（マルコム エックス、英語: Malcolm X）は、1992年製作・公開のアメリカ合衆国の映画である。スパイク・リー監督。製作はマーヴィン・ワース、スパイク・リー。主演はデンゼル・ワシントン。

## 概要
マルコムXが亡くなる2年前から緊密に連絡を取り合った上で執筆されたアレックス・ヘイリーとマルコム・X共著の『マルコムX自伝』をベースにしている。アレックス・ヘイリーはこの映画の製作に関わり、誰よりも完成を心待ちにしていたが完成目前に急逝している。
脚色したのは、ジェームズ・ボールドウィンらであり、映画製作が難航している間に彼の名義でシナリオが書籍化されたこともある。その後もこのシナリオはさまざまなライターの手を渡り、その中にはデヴィッド・マメットもいた。本作の映画化にあたり、初期のシナリオを使うことになったが、ボールドウィンの遺族の要望で、彼の名は伏せられた。
書籍化されたボールドウィンのシナリオは、アイダホ州立大学助教授のブライアン・ノーマンによって、「クローゼット・スクリーンプレイ」（クローゼット・ドラマのような映画脚本）と呼ばれた。　
デンゼル・ワシントンはこの映画で第65回アカデミー主演男優賞にノミネートされた（受賞は『セント・オブ・ウーマン/夢の香り』のアル・パチーノ）。
マルコム・Xは、『ドゥ・ザ・ライト・シング』など、スパイク・リーの監督作品にしばしば登場する。
映画の公開に合わせてメイキング本『メイキング オブ マルコムX』（スパイク・リー、ラルフ・ワイリー共著、片岡理智訳、ビクター音楽産業、1993年、ISBN 978-4893890795）も出版された。

## ストーリー
この映画は攻撃的かつ活発な黒人解放運動家のマルコムXの一生を3つに区切って構成されている。第一のセクションは、トラブルまみれであったマルコム・アール・リトル（後のマルコムX）の幼少期であり、映画の中でマルコムXの牧師であった父が攻撃的な黒人差別主義者によって暴行・殺害に至る。
その後マルコムXがニューヨークのハーレムで白人のように縮れ毛を薬品でまっすぐに伸ばし、白人のような服装に身を包んでハーレムの黒人ギャングのボス的な存在であったウェスト・インディアン・アーチの下で悪事を覚え、その後ボストンに戻り泥棒家業に精を出すようになるまでを描いている。ボストンでマルコムXは親友ショーティ（演じるのは監督スパイク・リー）を作り、二人で若い白人女を抱き、空き巣稼業に精を出したが、逮捕され獄中を送る。マルコムXは裁判で空き巣と強盗の罪より懲役10年の実刑を宣告されたが、映画では原作通り空き巣と強盗ではなく白人女性と性的関係を持った事で裁かれた、と描かれている。
第二のセクションは、獄中で相も変わらず薬品を使って縮れ毛をまっすぐにしてるマルコムXが同じ受刑者のベインズからネーション・オブ・イスラムの存在を知らされ、そして黒人解放運動家として目覚めるまでが描かれている。第三のセクションでは刑期を勤め上げ、出獄してネーション・オブ・イスラムのリーダーであるイライジャ・ムハンマドに出会い黒人解放運動家として頭角を現す様子を描く。
そして師であるイライジャ・ムハンマドが複数の女性秘書と性的関係を持ち子供を生ませた上、認知はしないという姿勢に失望してネイション・オブ・イスラムとは完全に決別をする様子を描き、その後初めてメッカを訪れ、それまでの『黒人はアフリカに帰れ』という主張から一転して宥和政策に乗り出し、1965年2月21日ニューヨークのハーレムのメッカで暗殺され、映画は終了する。

## キャスト
| 役名                   | 俳優                       | 日本語吹替 |
| ---------------------- | -------------------------- | ---------- |
| マルコムX              | デンゼル・ワシントン       | 山寺宏一   |
| ベティ・シャバズ       | アンジェラ・バセット       | 戸田恵子   |
| ベインズ               | アルバート・ホール         | 大塚明夫   |
| イライジャ・ムハンマド | アル・フリーマン・Jr       | 高木均     |
| アーチー               | デルロイ・リンドー         | 若本規夫   |
| ビル・ニューマン       | ヴィンセント・ドノフリオ   |            |
| ベンジャミン2X         | ジーン・ラマレ             | 柴本浩行   |
| ブラザー・アール       | ジャームズ・マクダニエル   | 荒川太朗   |
| シドニー               | アーネスト・トーマス       | 中村大樹   |
| ショーティ             | スパイク・リー             | 大塚芳忠   |
| ソフィア               | ケイト・ヴァーノン         |            |
| サミー                 | ラリー・マッコイ           | 梅津秀行   |
| Mr.クーパー            | カート・ウィリアムス       | 大塚明夫   |
| トゥーマー             | ジョー・セネカ             |            |
| ラウラ                 | テレサ・ランドル           |            |
| トーマス・ヘイヤー     | ジャンカルロ・エスポジート |            |
| ペグ                   | デビ・メイザー             |            |
| ミス・ダン             | カレン・アレン             |            |
| ギル牧師               | クリストファー・プラマー   |            |
| 友情出演               | ネルソン・マンデラ         |            |

## 評価
レビュー・アグリゲーターのRotten Tomatoesでは65件のレビューで支持率は89%、平均点は7.70/10となった。Metacriticでは15件のレビューを基に加重平均値が73/100となった。

## その他
- イライジャ・ムハンマドは実際には信者であった複数の少女を強姦した罪で告発されていたのだが、観客の年齢層や映画の内容等を考慮して複数の女性秘書と関係を持った、と変更されている。
- マルコムが暗殺（英語版）された実際の現場で彼の頭を支えていたのは、日系アメリカ人活動家のユリ・コウチヤマであるが、映画では妻に変更されている[4]。